# 中国明史学会
中国明史学会，简称明史学会，成立于1989年8月，是一个拥有360多名专业会员、10多个团体会员的中华人民共和国国家一级学术团体，是国内外明史学人进行学术交流的核心组织。秘书处位于北京市朝阳区中国社会科学院古代史研究所中。编辑出版《明史研究》和《中国明史学会通讯》。

## 中国明史学会第九届理事会

### 中国明史学会第九届理事会理事
2021年10月23日第九届第一次会员代表大会表决通过：
- 丁修真  安徽师范大学历史与社会学院教授

- 卞利  南开大学历史学院教授

- 牛建强  河南大学黄河文明与可持续发展研究中心教授

- 王剑  南京师范大学社会发展学院教授

- 王振忠  复旦大学历史地理研究所教授

- 王丽梅  北京十三陵特区办事处副研究员

- 王雪华  武汉大学历史系副教授

- 田澍  西北师范大学历史系教授

- 田冰  河南省社会科学院历史与考古研究所研究员

- 冯贤亮  复旦大学历史系教授

- 刘祥学  广西师范大学历史系教授

- 刘晓东  东北师范大学历史学院教授

- 刘利平  云南师范大学历史与行政学院教授

- 刘勇  中山大学历史学系教授

- 刘冻  江苏省广播电视总台全媒体中心视觉总监

- 刘永霞  中国社会科学院古代史研究所副研究员

- 阳正伟  昆明学院人文学院教授

- 何孝荣  南开大学历史学院教授

- 余同元  苏州大学历史系教授

- 冷东  广州大学历史系教授

- 吴琦  华中师范大学历史系教授

- 吴德义  天津师范大学历史文化学院教授

- 吴艳红  浙江大学人文学院历史系教授

- 阿风  清华大学人文学院教授

- 张民服  郑州大学历史系教授

- 张兆裕  中国社会科学院古代史研究所研究员

- 张明富  长江师范学院教授

- 张英聘  中国地方志指导小组办公室研究员

- 张宪博  中国社会科学院古代史研究所研究员

- 张海英  复旦大学历史系教授

- 张金奎  中国社会科学院古代史研究所研究员

- 张献忠  天津师范大学历史文化学院教授

- 李小林  南开大学历史学院教授

- 李志强  陕西省富县李自成纪念馆馆长

- 李琳琦 安徽师范大学历史与社会学院教授

- 李绍强  聊城大学历史系教授

- 李新峰  北京大学历史系教授

- 李晓方  赣南师范大学历史文化与旅游学院教授

- 肖立军  天津师范大学历史文化学院教授

- 陈支平  厦门大学国学研究院教授

- 陈宝良  西南大学历史系教授

- 陈时龙  中国社会科学院古代史研究所研究员

- 汪维真  河南大学《史学月刊》编辑部编审

- 沈一民  兰州大学历史学院教授

- 杜志明  安顺学院人文学院教授

- 杨永康  山西师范大学历史学院教授

- 邵磊  南京市文化遗产保护研究所研究员

- 庞乃明  南开大学历史学院教授

- 周喜峰  黑龙江大学历史文化旅游学院教授

- 周建华  赣南师范大学文学与新闻传播学学院教授

- 罗冬阳  东北师范大学明清史研究所教授

- 罗晓翔  南京大学历史学院教授

- 范金民  南京大学历史学院教授

- 俞美玉  浙江工贸职业技术学院教授

- 赵中男  故宫博物院《故宫学刊》编审

- 赵世瑜 北京大学历史系教授

- 赵克生  海南师范大学历史文化学院

- 赵连赏  中国社会科学院古代史研究所研究员

- 赵现海  中国社会科学院古代史研究所研究员

- 钞晓鸿  厦门大学历史系教授

- 原瑞琴  河南师范大学历史文化学院教授

- 夏维中  南京大学历史学院教授

- 郭培贵  福建师范大学社会历史学院教授

- 钱茂伟  宁波大学人文与传媒学院系教授

- 高寿仙  北京行政学院校刊编辑部研究员

- 高春平  山西省社会科学院历史所研究员

- 高艳林  南开大学历史学院副教授

- 袁晓春  蓬莱登州博物馆馆长

- 展龙  河南大学历史文化学院教授

- 黄志繁  南昌大学历史系教授

- 章宏伟  故宫博物院故宫学研究所研究员

- 曹循  西北大学历史学院教授

- 彭勇  中央民族大学历史学院教授

- 谢贵安  武汉大学历史学院教授

- 解扬  中国社会科学院古代史研究所研究员

- 黎玉琴  肇庆学院政法学院教授

### 中国明史学会第九届理事会常务理事
2021年10月23日第九届第一次会员代表大会表决通过：
- 牛建强   河南大学历史系教授

- 王剑   吉林大学文学院历史系教授

- 李小林   南开大学历史学院教授

- 李晓方   赣南师范大学历史文化与旅游学院教授

- 阿风   清华大学人文学院教授

- 陈支平   厦门大学国学研究院教授

- 陈时龙   中国社会科学院古代史研究所研究员

- 张兆裕   中国社会科学院古代史研究所研究员

- 张宪博   中国社会科学院古代史研究所研究员

- 张金奎   中国社会科学院古代史研究所研究员

- 何孝荣   南开大学历史学院教授

- 肖立军   天津师范大学历史文化学院教授

- 刘冻   江苏省广播电视总台全媒体中心视觉总监

- 范金民   南京大学历史学院教授

- 郭培贵   福建师范大学社会历史学院教授

- 赵克生   肇庆学院西江历史文化研究院教授

- 赵连赏   中国社会科学院古代史研究所研究员

- 高寿仙   北京行政学院校刊编辑部研究员

- 高春平   山西省社会科学院研究员

- 夏维中   南京大学历史学院教授

- 谢贵安   武汉大学历史学院教授

- 彭勇   中央民族大学历史学院教授

- 解扬   中国社会科学院古代史研究所研究员

- 黎玉琴   肇庆学院政法学院教授

### 中国明史学会第九届理事会执行机构负责人及工作人员
2021年10月23日第九届第一次会员代表大会表决通过：
名誉会长：张显清 中国社会科学院荣誉学部委员
会长：陈支平  厦门大学国学研究院教授
副会长:
- 牛建强  河南大学黄河文明与可持续发展研究中心教授

- 李小林  南开大学历史学院教授

- 何孝荣  南开大学历史学院教授

- 阿风  清华大学人文学院教授

- 张兆裕  中国社会科学院古代史研究所研究员

- 张金奎  中国社会科学院古代史研究所研究员

- 张宪博  中国社会科学院古代史研究所研究员

- 郭培贵  福建师范大学社会历史学院教授

- 夏维中  南京大学历史学院教授

- 高春平  山西省社会科学院研究员

- 陈时龙  中国社会科学院古代史研究所研究员

- 赵连赏  中国社会科学院古代史研究所研究员

- 谢贵安  武汉大学历史学院教授

- 彭勇  中央民族大学历史文化学院教授

秘书长：张宪博（兼）
副秘书长：
- 王剑  南京师范大学社会发展学院教授

- 赵克生 海南师范大学历史学院教授

- 肖立军 天津师范大学历史文化学院教授

- 解扬  中国社会科学院古代史研究所研究员

学术委员会主席：南炳文 南开大学历史学院教授

### 中国明史学会首席顾问、顾问与特邀顾问
2021年10月23日第九届第一次会员代表大会表决通过：
首席顾问：
- 万明  中国社会科学院古代史研究所研究员

- 毛佩琦 中国人民大学历史学院教授

- 王世华 安徽师范大学历史系教授

- 方志远 江西师范大学历史文化与旅游学院教授

- 张正明 山西省社会科学院研究员

- 林金树 中国社会科学院古代史研究所研究员

- 范金民 南京大学历史学院教授

- 赵毅  辽宁师范大学历史系教授

- 胡凡  黑龙江大学历史文化旅游学院教授

顾问：
- 王春瑜 中国社会科学院古代史研究所研究员

- 王熹  澳门理工学院副教授

- 叶显恩 广东省社会科学院研究员

- 田培栋 首都师范大学历史系教授

- 吕士朋 东海大学教授

- 朱鸿林  香港理工大学人文学院讲座教授

- 朱亚非 山东师范大学历史文化学院

- 吴仁安 上海大学教授

- 张中政 西安联合大学师范学院历史系教授

- 张哲郎 國立政治大學文學院教授

- 杨正泰 复旦大学教授

- 栾成显 中国社会科学院古代史研究所研究员

- 杨国祯 厦门大学历史系教授

- 陈学文 浙江省社会科学院历史所研究员

- 陈梧桐 中央民族大学历史系教授

- 季士家 江苏省社会科学院历史所研究员

- 林延清 南开大学历史学院教授

- 林仁川 厦门大学台湾研究所教授

- 范中义 中国人民解放军军事科学院研究员

- 郑克晟 南开大学历史系教授

- 赵国华 原黄山书社总编辑

- 柏桦  南开大学法政学院

- 唐文基 福建师范大学历史系教授

- 徐泓 厦门大学终身讲座教授

- 晁中辰 山东大学教授

- 夏玉润  凤阳朱元璋研究会秘书长

- 黄启臣 中山大学历史系教授

- 樊树志 复旦大学历史系教授

- 薄音湖 内蒙古大学蒙古史研究所教授

特邀顾问：
- 小野和子（日语：小野和子 (東洋史学者)）（日本） 京都橘女子大学教授

- 川胜守（日语：川勝守）（日本） 九州大学教授

- 朴元熇（韩国） 高丽大学教授

- 吴金成（韩国） 首爾大學教授

- 范德（美国） 明尼苏达大学教授

- 松浦章（日本） 关西大学教授

- 赵轶峰（加拿大） 东北师范大学亚洲文明研究院教授

- 森正夫（日语：森正夫）（日本） 名古屋大学名誉教授

- 滨岛敦俊（日语：濱島敦俊）（日本） 大阪大学名誉教授

- 鹤见尚弘（日本） 东洋文库教授